# Ilya Kopaline
Ilya Petrovitch Kopaline (en russe : Илья Петрович Копа́лин), né le 2 août 1900 près de Zvenigorod dans l'Empire russe et mort le 12 juin 1976 à Moscou en Union soviétique, est un réalisateur documentariste soviétique. Il remporte l'Oscar du meilleur film documentaire en 1943, pour La Défaite des armées allemandes devant Moscou,,,,.

## Filmographie partielle
- 1927 : Moscou (Moskva) avec Mikhaïl Kaufman
- Ilya Kopaline a tourné sur place en 1939 et monté à Moscou le film Khalkhin Gol sur la bataille du même nom, mais celui-ci a été très peu projeté[6].
- 1940-1941 À la rencontre du soleil (Pretim saulei, Navstrechu solncu), documentaire sur l'annexion de la Lettonie[7]
- 1942 : La Défaite des armées allemandes devant Moscou (Разгром немецких войск под Москвой), avec Leonid Varlamov
- 1953 : Le Grand Adieu (Великое прощание)

## Décorations
- ordre de Lénine : 1944, 1967
- médaille pour la Défense de Moscou : 1944
- prix Staline : 
  - 1941, pour le film Sur le Danube (На Дунае)
  - 1942, pour le film La Défaite des armées allemandes devant Moscou (Разгром немецких войск под Москвой)
  - 1946, pour le film Tchécoslovaquie libérée (Освобождённая Чехословакия)
  - 1948, pour le film Jour du pays victorieux (День победившей страны)
  - 1949, pour le film Albanie nouvelle (Новая Албания)
  - 1951, pour le film La renouvellement de la terre (Обновление земли)